# Hickory 276 1971
Hickory 276 1971 var ett stockcarlopp ingående i Nascar Winston Cup Series (nuvarande Nascar Cup Series) som kördes 21 mars 1971 på den 0,363 mile (584,192 m) långa ovalbanan Hickory Motor Speedway i Hickory i North Carolina. Totalt avverkades 100,188  miles (161,237 km) fördelat på 276 varv. Banunderlaget var asfalt. Loppet vanns av Richard Petty i en Plymouth på tiden 1:28.32 körande för Petty Enterprises. Pettys snitthastighet uppgick till 67,7 mph. Han var vid målgång ensam förare på ledarvarvet, ett varv före tvåan David Pearson. Det var Pettys 123:e vinst av totalt 200 i karriären. Prispotten uppgick till 10 880 dollar, varav 2 200 dollar gick till segraren.

## Resultat
| 1  | 43      | Richard Petty    | Petty Enterprises         | Plymouth  | 4       | 276     | 161     |         |         |
| 2  | 44      | David Pearson    | Giachetti Brothers        | Ford      | 3       | 275     | 1       |         |         |
| 3  | 72      | Benny Parsons    | DeWitt Racing             | Ford      | 9       | 273     | 0       |         |         |
| 4  | 48      | James Hylton     | Hylton Engineering        | Ford      | 12      | 273     | 0       |         |         |
| 5  | 64      | Elmo Langley     | Langley-Woodfield Racing  | Mercury   | 5       | 273     | 0       |         |         |
| 6  | 06      | Neil Castles     | Neil Castles              | Dodge     | 7       | 270     | 10      |         |         |
| 7  | 49      | G.C. Spencer     | GC Spencer Racing         | Plymouth  | 8       | 266     | 0       |         |         |
| 8  | 25      | Jabe Thomas      | Robertson Racing          | Plymouth  | 13      | 265     | 0       |         |         |
| 9  | 4       | John Sears       | John Sears                | Dodge     | 15      | 261     | 0       |         |         |
| 10 | 2       | Dave Marcis      | Marcis Auto Racing        | Dodge     | 2       | 259     | 57      |         |         |
| 11 | 24      | Cecil Gordon     | Gordon Racing             | Mercury   | 14      | 257     | 0       |         |         |
| 12 | 74      | Bill Shirey      | Bill Shirey               | Plymouth  | 19      | 255     | 0       |         |         |
| 13 | 79      | Frank Warren     | Waren Racing              | Dodge     | 17      | 236     | 0       |         |         |
| 14 | 22      | Dick Brooks      | Mario Rossi               | Dodge     | 6       | 211     | 0       |         |         |
| 15 | 34      | Wendell Scott    | Scott Racing              | Ford      | 21      | 151     | 0       |         |         |
| 16 | 26      | Earl Brooks      | Brooks Racing             | Ford      | 22      | 112     | 0       |         |         |
| 17 | 19      | Henley Gray      | Gray Racing               | Ford      | 18      | 100     | 0       |         |         |
| 18 | 93      | Richard D. Brown | Harold Furr               | Chevrolet | 10      | 99      | 0       |         |         |
| 19 | 8       | ED Negre         | Negre Racing              | Ford      | 16      | 73      | 0       |         |         |
| 20 | 12      | Bobby Allison    | Bobby Allison Motorsports | Dodge     | 1       | 49      | 0       |         |         |
| 21 | 10      | Bill Champion    | Champion Racing           | Ford      | 11      | 47      | 47      |         |         |
| 22 | 41      | Ken Meisenhelder | Ken Meisenhelder          | Chevrolet | 20      | 17      | 0       |         |         |
| 23 | Källor: | Källor:          | Källor:                   | Källor:   | Källor: | Källor: | Källor: | Källor: | Källor: |